# Resolució 1571 del Consell de Seguretat de les Nacions Unides
La Resolució 1571 del Consell de Seguretat de les Nacions Unides, adoptada sense votació el 4 de novembre de 2004 observant amb pesar la renúncia del jutge de la Cort Internacional de Justícia Gilbert Guillaume que faria efecte l'11 de febrer de 2005, el Consell va decidir que en concordança a l'Estatut de la Cort les eleccions per omplir la vacant s'efectuarien el 15 de febrer de 2005 en una sessió del Consell de Seguretat i durant la LIXa sessió de l'Assemblea General.
Guillaume, un jurista francès, va ser membre de la Cort des de 1987 i el seu president entre 2000 i 2003. El seu període del càrrec anava a acabar al febrer de 2009.